# Stazione meteorologica di Castel Volturno
La stazione meteorologica di Castel Volturno è la stazione meteorologica di riferimento relativa alla località di Castel Volturno.

## Coordinate geografiche
La stazione meteo si trova nell'Italia meridionale, in Campania, in provincia di Caserta, nel comune di Castel Volturno, a 3 metri s.l.m. e alle coordinate geografiche 41°02′N 13°56′E.

## Dati climatologici
In base alla media trentennale di riferimento 1961-1990, la temperatura media del mese più freddo, gennaio, si attesta a +8,0 °C; quella del mese più caldo, agosto, è di +22,8 °C  .
| Castel Volturno                    | Mesi | Mesi | Mesi | Mesi | Mesi | Mesi | Mesi | Mesi | Mesi | Mesi | Mesi | Mesi | Stagioni | Stagioni | Stagioni | Stagioni | Anno |
| Castel Volturno                    | Gen  | Feb  | Mar  | Apr  | Mag  | Giu  | Lug  | Ago  | Set  | Ott  | Nov  | Dic  | Inv      | Pri      | Est      | Aut      | Anno |
| ---------------------------------- | ---- | ---- | ---- | ---- | ---- | ---- | ---- | ---- | ---- | ---- | ---- | ---- | -------- | -------- | -------- | -------- | ---- |
| T. max. media (°C)                 | 12,7 | 13,6 | 15,9 | 17,8 | 22,1 | 25,8 | 28,6 | 28,9 | 26,6 | 21,8 | 16,7 | 13,6 | 13,3     | 18,6     | 27,8     | 21,7     | 20,3 |
| T. min. media (°C)                 | 3,3  | 4,0  | 5,5  | 7,1  | 10,9 | 14,2 | 16,5 | 16,8 | 14,9 | 11,4 | 6,9  | 4,5  | 3,9      | 7,8      | 15,8     | 11,1     | 9,7  |
| Eliofania assoluta (ore al giorno) | 3,6  | 4,3  | 4,8  | 6,0  | 7,3  | 9,4  | 10,0 | 9,1  | 7,8  | 5,9  | 4,1  | 3,7  | 3,9      | 6,0      | 9,5      | 5,9      | 6,3  |